# 第3回気候変動枠組条約締約国会議
第3回気候変動枠組条約締約国会議（だい3かいきこうへんどうわくぐみじょうやくていやくこくかいぎ）は、1997年12月に日本の京都府京都市にある国立京都国際会館で開催された、温室効果ガス排出規制に関する国際的な合意形成を主な目的とした国際会議である。
気候変動枠組条約の発効以来、毎年開かれている締約国会議（COP）の3回目の会合であり、COP3（コップスリー）とも呼ばれる。その他、京都会議、地球温暖化防止京都会議などともいう。
この会議において、先進国に温室効果ガス排出削減目標を課す京都議定書が採択された。具体的には、先進国の温室効果ガス削減目標（2008年 - 2012年の5年間で対1990年比で、日本は-6%、米国は-7%、欧州連合(EU)は-8%）を規定するなど、数値目標の明確化を行った。これらは京都議定書第3条に温室効果ガスの抑制目標を、第4条で国別の具体的な目標値（Annex B）にて規定された。
本会議は、関西地区の産学共同で会議のネット中継・オンデマンド配信が行われた。